# 張楠 (バドミントン選手)
張 楠（ちょう なん、ツァン・ナン、英語: Zhang Nan、1990年3月1日 - ）は、中華人民共和国の男子バドミントン選手。ロンドンオリンピックとリオデジャネイロオリンピックの金メダリスト。4度の世界王者。BWF世界ランキング1位の在位期間は236週（4年半）。

## 経歴
彼は選手人生の中で、様々な人物とペアを組んできた。男子ダブルスでは、柴飈、傅海峰、魯愷、劉成、欧烜屹。混合ダブルスでは、陸璐、湯金華、趙芸蕾、李茵暉など。
2012年のロンドンオリンピックでは、趙芸蕾とペアを組み出場し、決勝で同胞の徐晨 / 馬晋ペアをストレートで下し、混合ダブルスで金メダルを獲得した。
2016年のリオデジャネイロオリンピックでは、混合ダブルスで趙芸蕾と組み出場するも、準決勝で敗れてしまう。しかし、傅海峰とペアを組み出場した男子ダブルスでは、決勝でマレーシアのゴー・V・シェム / タン・ウィーキョンペアを破り、見事金メダルを獲得した。